# Skacksjön
Skacksjön är en sjö i Sunne kommun i Värmland och ingår i Göta älvs huvudavrinningsområde. Sjön är 13,5 meter djup, har en yta på 2,13 kvadratkilometer och befinner sig 110,2 meter över havet. Sjön avvattnas av vattendraget Skacksjöälven.

## Delavrinningsområde
Skacksjön ingår i det delavrinningsområde (662560-135852) som SMHI kallar för Utloppet av Skacksjön. Medelhöjden är 134 meter över havet och ytan är 11,24 kvadratkilometer. Det finns inga avrinningsområden uppströms utan avrinningsområdet är högsta punkten. Skacksjöälven som avvattnar avrinningsområdet har biflödesordning 3, vilket innebär att vattnet flödar genom totalt 3 vattendrag innan det når havet efter 295 kilometer. Avrinningsområdet består mestadels av skog (64 procent). Avrinningsområdet har 2,11 kvadratkilometer vattenytor vilket ger det en sjöprocent på 18,8 procent.